# بازیلیکا نوتردام دو فورویر

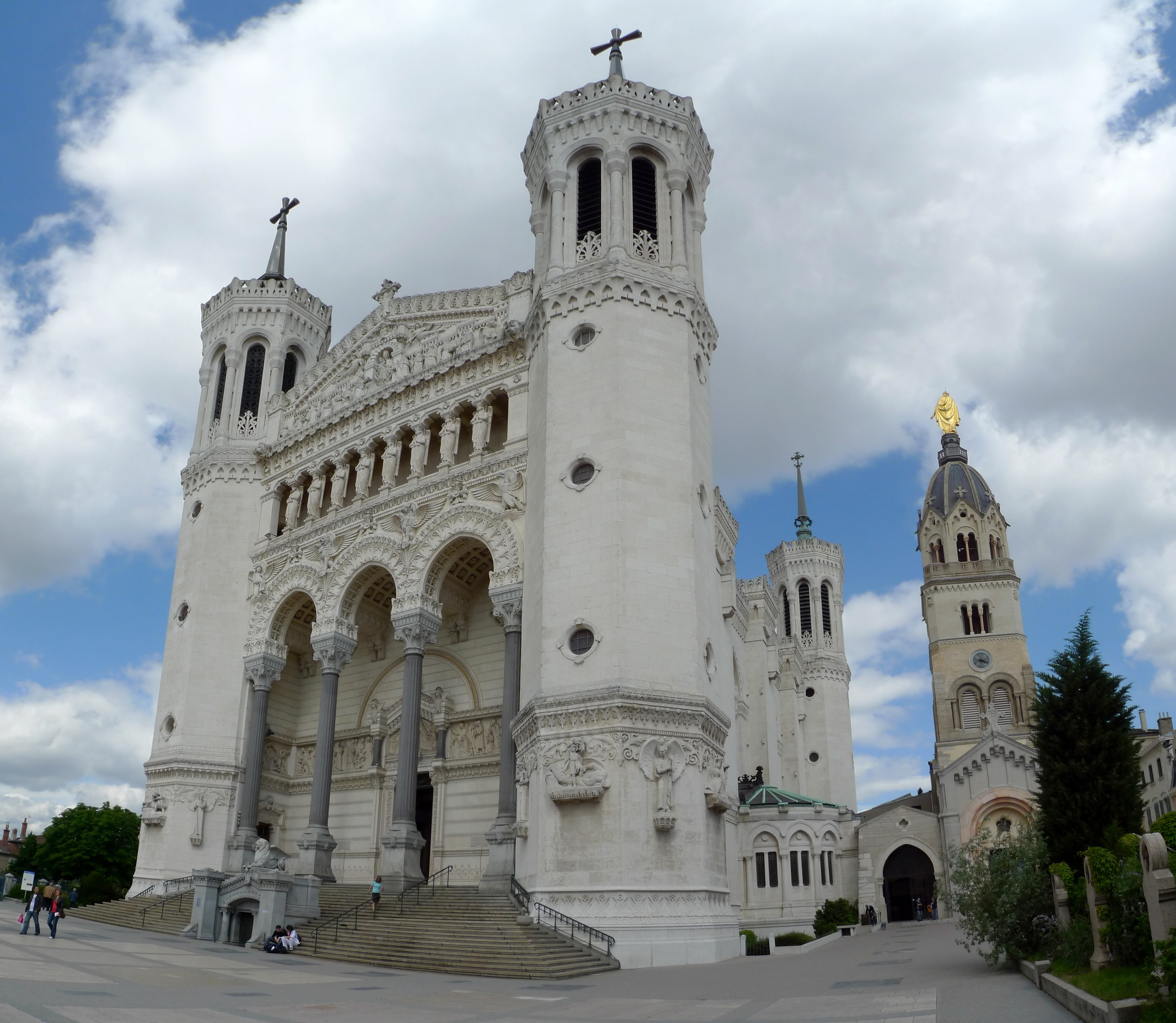
نمای جنوبی بازیلیکا نوتردام دو فورویر

بازیلیکا نوتردام دو فورویر (فرانسوی: Basilique Notre-Dame de Fourvière‎) یک بازیلیکا در شهر لیون، فرانسه است که با بودجه خصوصی بین سالهای ۱۸۷۲ تا ۱۸۹۶ ساخته شده‌است.
این بازیلیکا دارای ۲ کلیسا است که چهار برج به ارتفاع ۴۸ متر در چهار گوشته آن قرار دارد و در مجموع ۸۶ متر طول و ۳۵ متر عرض است.

## نگارخانه

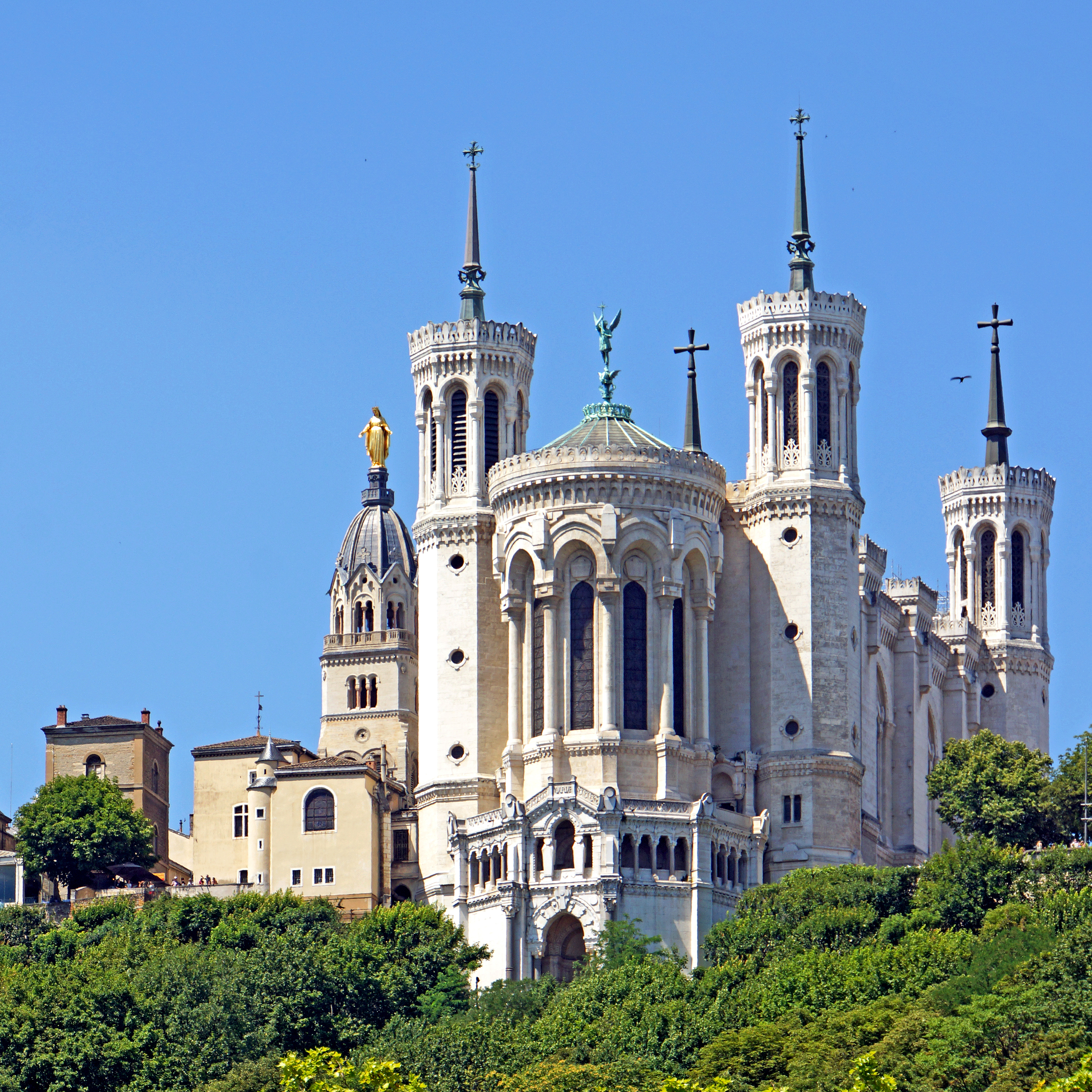
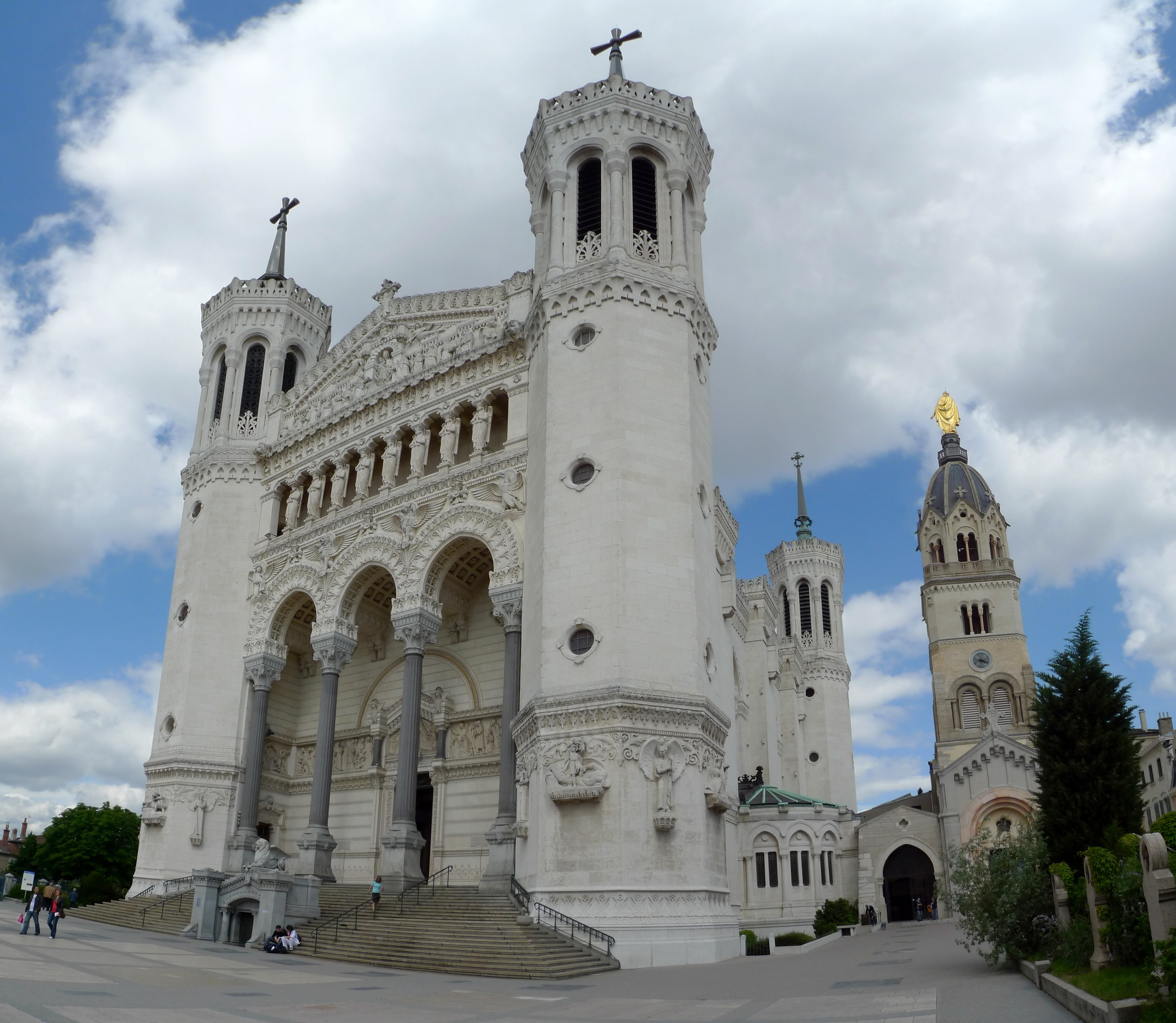
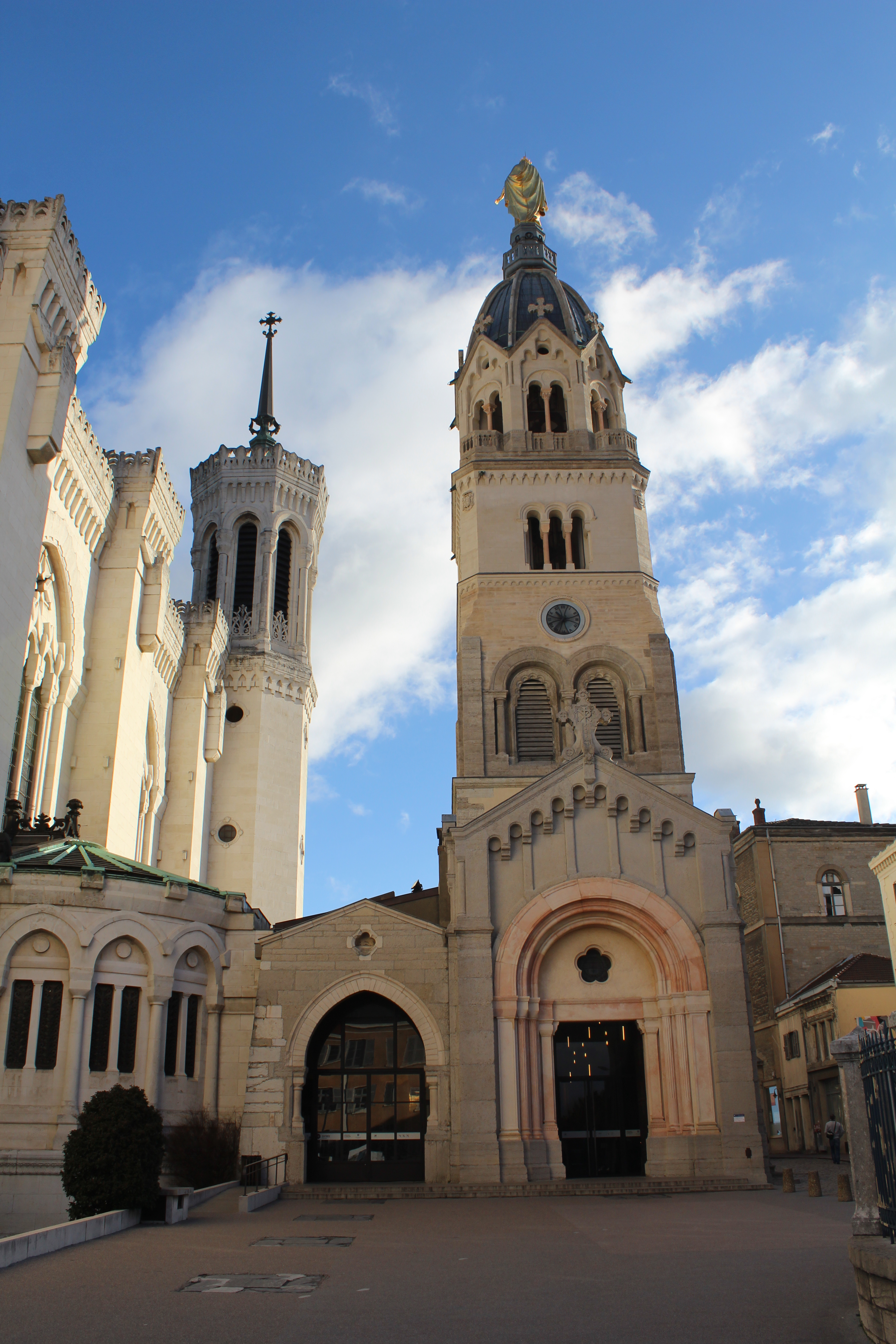
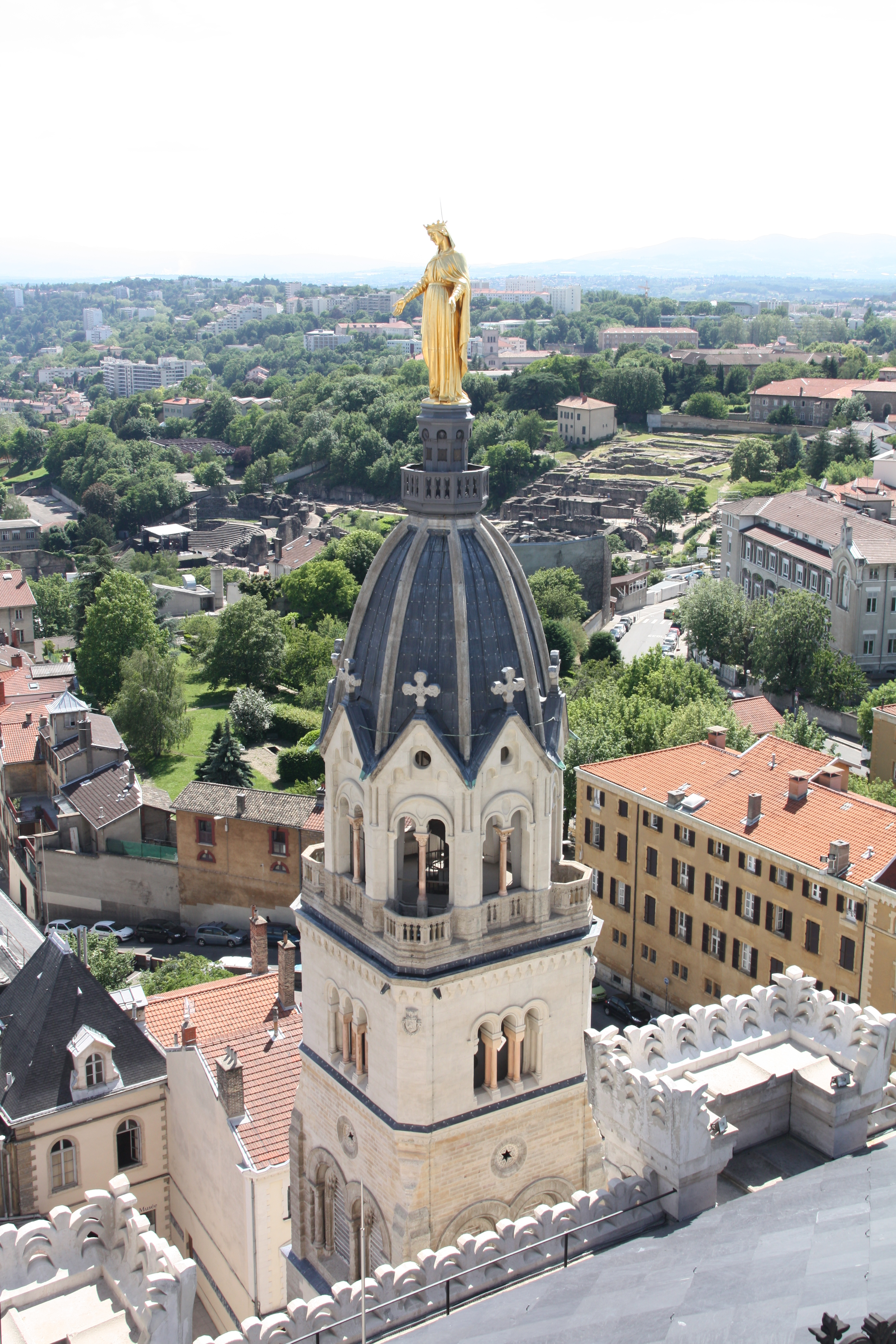
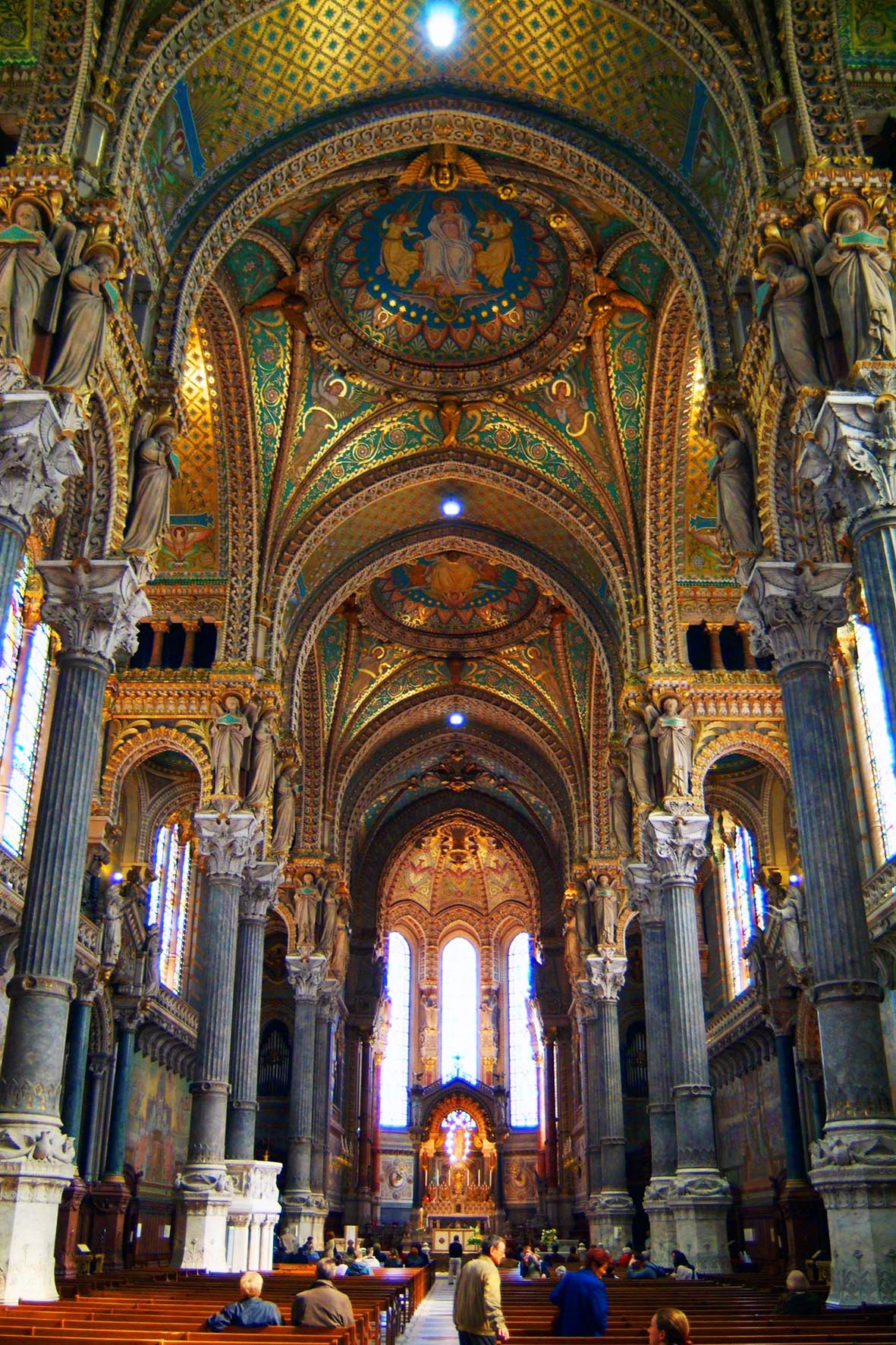
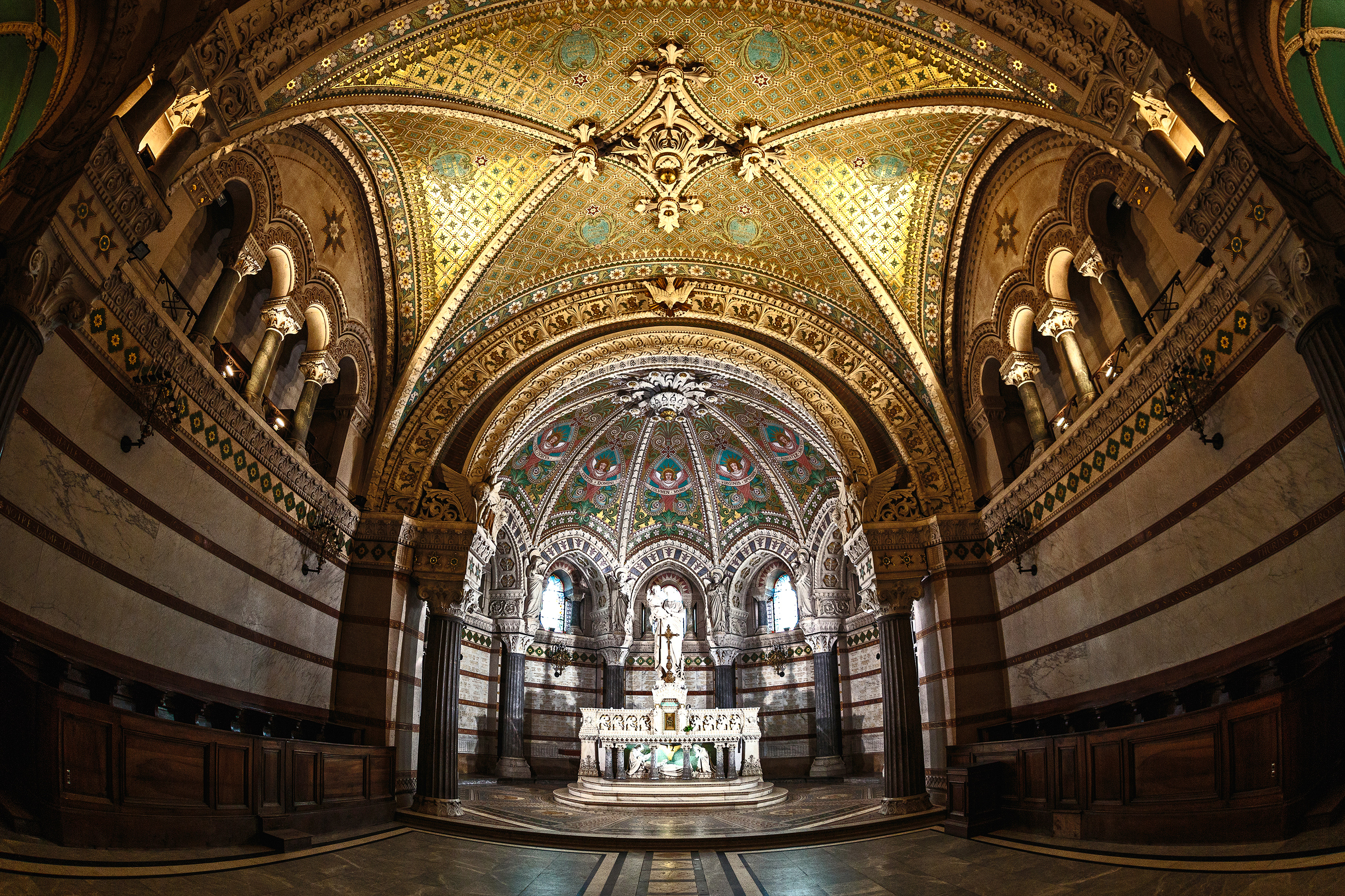
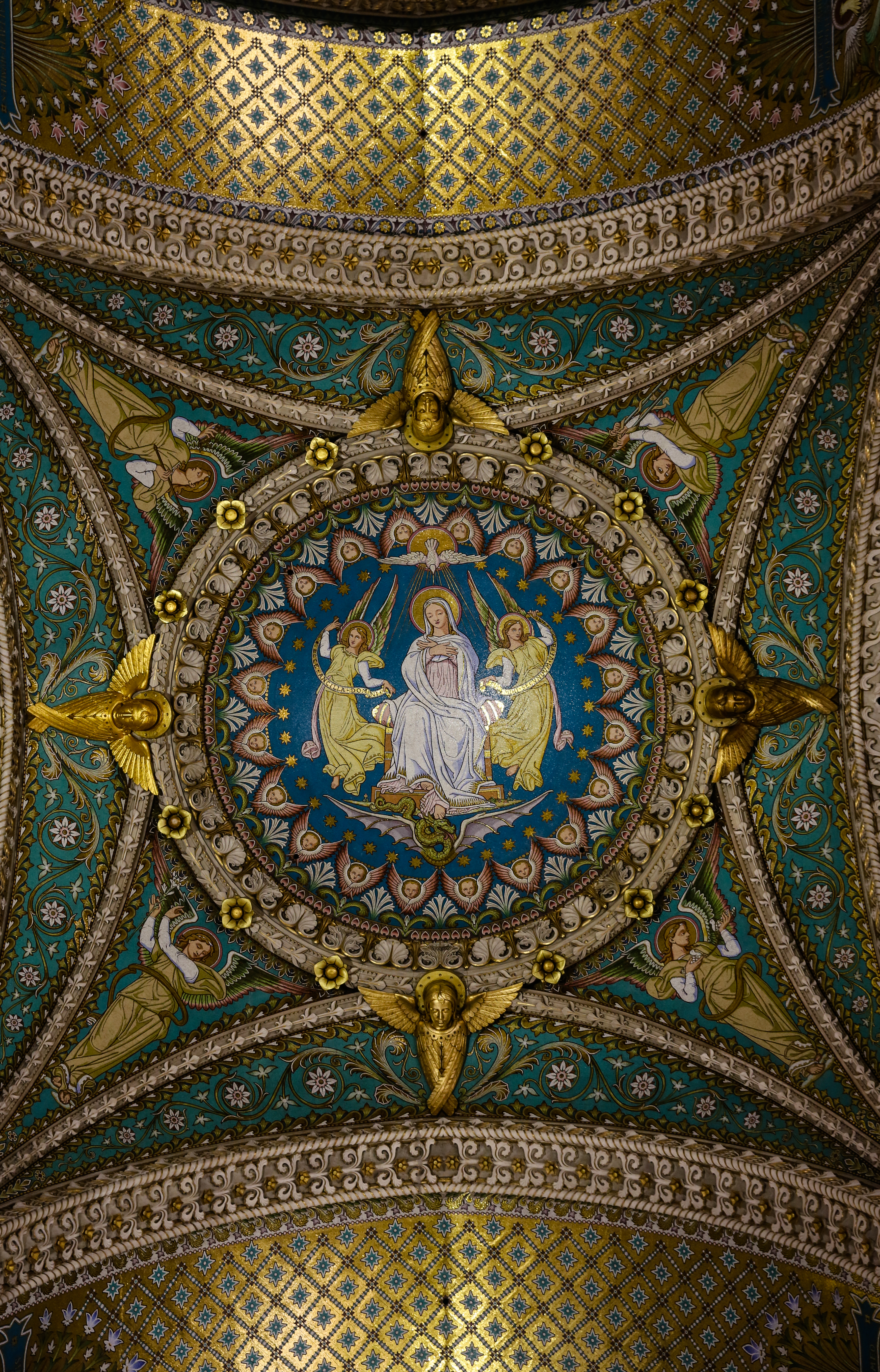
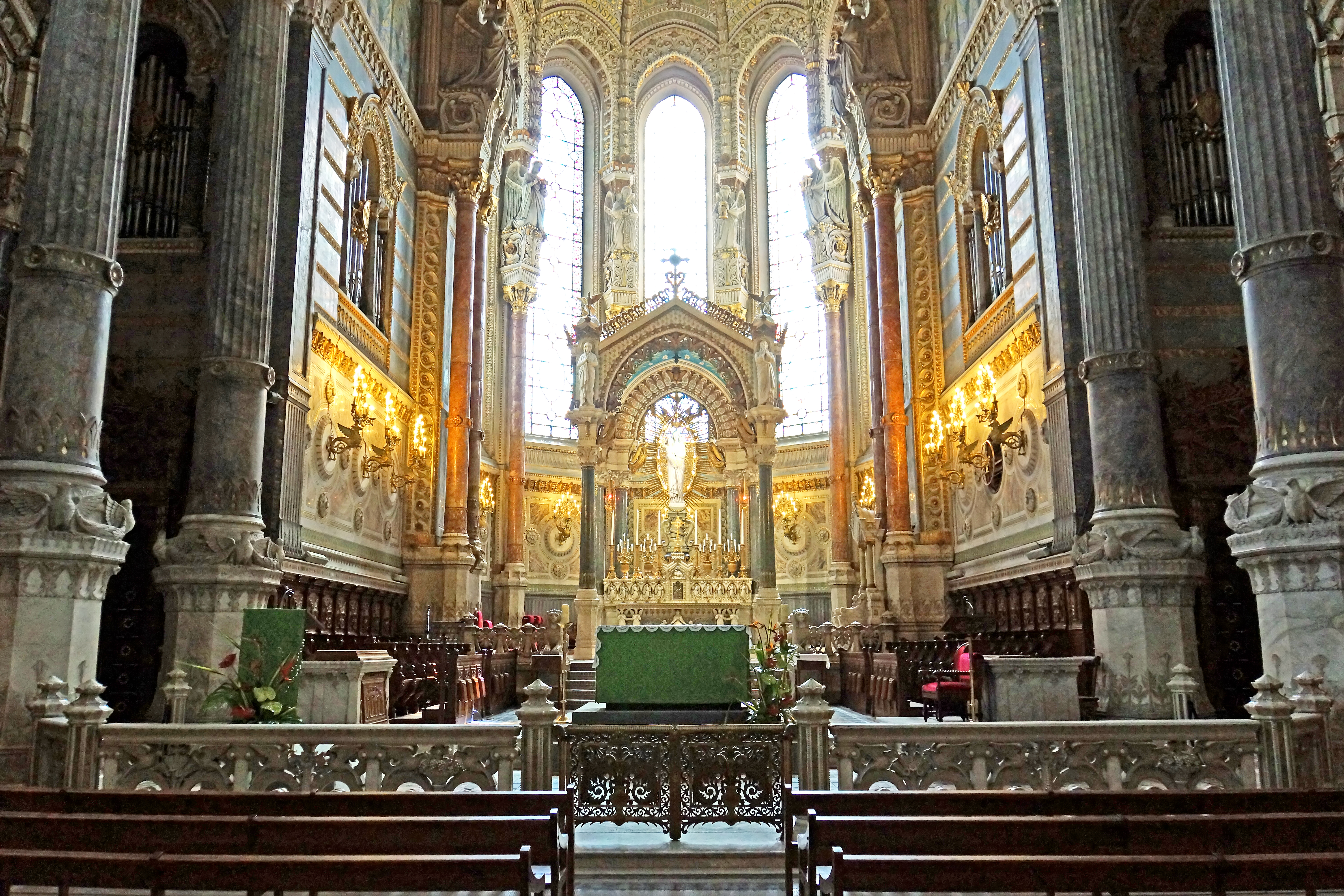